# Monoblastus eurus
Monoblastus eurus là một loài tò vò trong họ Ichneumonidae.